# 長尾景春
參數所指定的目標頁面不存在，建議更正成存在頁面或直接建立下列一個頁面（建立前請先搜尋是否有合適的存在頁面可以取代）：
- 長尾景晴

長尾景春（1443年—1514年9月22日）是室町時代至日本戰國時代的武將。白井長尾家第5代當主。父親是長尾景信，母親是長尾賴景的女兒。

## 生平

### 繼承家督
在嘉吉3年（1443年）出生，家中嫡男。祖父景仲擔任山內上杉家的家宰，是山內家的第一家老，父親景信同是家宰，並以此擴大了勢力。自身亦作為山內家的家臣，在享德之亂中與古河公方足利成氏戰鬥，文明3年（1471年），與父親一同參與進攻成氏的古河城。
文明5年（1473年），因為父親景信死去而繼承白井長尾家，不過山內上杉家當主上杉顯定的家宰由叔父‧總社長尾家當主忠景繼任。山內上杉家的家宰職本來是由鎌倉（足利）長尾家當主繼承，在沒有適任者的情況下，就會從總社、白井兩家的長老中選出，這是向來的做法（忠景的養父忠政曾是家宰）。在考慮到祖父和父親的功績，認為家宰應該由自己擔任，因此對這個安排相當不滿，更對顯定和忠景出現憎恨的心態。另外，這次安排令受景仲、景信賜予領地的武士懼怕所領會被奪去而深感不安，因此一同認為這一連串舉動是要壓制白井長尾家，於是決心發起反亂。

### 長尾景春之亂
文明7年（1475年），在武藏國鉢形城籠城，翌年6月，引發叛亂並在五十子陣擊破顯定軍。文明9年（1477年）1月，大破顯定軍，成功把顯定的勢力放逐到上野國（五十子之戰）。而且跟與上杉氏敵對的豐島泰經、豐島泰明、千葉孝胤、那須明資、成田正等等人締結同盟，由相模國至下總國，戰線擴大到關東地方全域。
但是看到這個狀況的扇谷上杉家家宰太田道灌擴張在武藏的勢力，並乘機進攻景春（道灌的母親是景春的叔母）。雖然善戰，但不是名將道灌的敵手，在各地的勢力戰敗後，威勢開始衰退。對此，接受足利成氏的支援，無論如何都繼續與道灌戰鬥。但是在文明10年（1478年），因為道灌的策略，在長年對立的上杉氏和成氏之間成立和議後，終於失去後盾，結果鉢形城被道灌攻陷，被迫前往武藏國（長尾景春之亂）。

### 長享之亂
之後逃到古河公方足利成氏之下，被成氏賜予左衛門尉的官途名，以奏者身份等待再起的機會，不久後道灌被暗殺，在成氏之下討伐道灌勢力後，救援被顯定進攻的上杉定正，並與進入相模國的顯定戰鬥（長享之亂）。在這段期間，出家並自號其有齋伊玄。明應3年（1494年），與定正結盟的成氏與顯定達成和睦，此時因為決意要與顯定開戰，與希望跟從成氏的意向而與顯定和睦的嫡男景英對立，最終順從成氏的景英被允許歸還，並被顯定任命為白井長尾家的當主，因此為了當主之位而與兒子開戰。
永正2年（1505年），因為扇谷上杉氏降伏，長享之亂結束，於是被逼向顯家降伏。在這次亂事終結後出家並改名為「可諄」的顯定向「長尾左衛門入道」送出與伊勢宗瑞（後來的北條早雲）折衝的書狀（『上杉可諄書狀寫』，松平義行所藏文庫乾所收），因此可以確認在此時仕於顯定。不過，在發動反亂以來，白井城被顯定的實家越後上杉氏佔領，因此沒能復歸。

### 轉戰各地
永正6年（1509年），在顯定為了討伐越後國的守護代長尾為景，向越後出兵後，與為景和在相模國自立的戰國大名伊勢宗瑞結盟。永正7年（1510年）6月7日，在相模國的津久井山舉兵，雖然在7月敗給支持顯定的扇谷上杉家的軍隊並從津久井山撤退，不久後即傳來顯定在越後國戰死的消息，於是為了奪回白井城，在8月向上野國進兵，此時白井城中還有顯定的養子憲房率領的敗軍，雖然仍然希望進攻士氣低落的白井城，不過因為已經成為白井長尾氏當主的景英和當地的一揆和浪人眾等人投向憲房一側，於是放棄白井城。永正8年（1511年），在甲斐國都留郡舉兵，企圖再度復歸關東，不過最後失敗，在永正9年（1512年）逃到駿河國的今川氏之下。

### 逝世
在永正11年（1514年）8月24日於白井城死去（不過因為後繼者景英對顯定和憲房非常忠誠，所以在逃亡中的並在這個時候沒能返回白井城的可能性相當高，實際上應該是往駿河等地逃亡時死去）。享年72歲（『雙林寺傳記』）。戒名是涼峯院殿大雄伊玄大居士。墓所在群馬縣澁川市上白井的空惠寺。

## 人物
- 與北條早雲一樣在關東地方實行下克上。由文明8年開始，數十年來持續着叛亂，結果就是令關東地方的上杉氏勢力大大衰退。被北條早雲讚賞為「武略和智略優秀的勇士」（武略・知略に優れた勇士）。

## 登場作品
小說
- 叛鬼（講談社、伊東潤（日语：伊東潤）著）

遊戲
- 戰國大戰（SEGA、配音：羽多野渉）

## 外部連結
- 武家家伝＿白井長尾氏 （页面存档备份，存于）